# 臺灣銀灰蝶
臺灣銀灰蝶（学名：Curetis brunnea），又名褐翅銀灰蝶、臺灣銀斑小灰蝶、臺灣銀背小灰蝶、臺灣銀小灰蝶，为灰蝶科銀灰蝶屬下的一个种。

## 描述
本種為中型灰蝶，具明顯雌雄二型性。體背黑褐色，腹面銀白。雄蝶頭黑褐，眼周、額下與觸角基部白色；觸角黑褐帶白環，內側裸露。口器褐色具毛，下唇鬚白色，末端黑褐，前三節依序粗壯、粗壯、扁小。胸背褐色，腹面白；腹部背褐腹淡褐，具乳黃色毛筆器。足覆白褐鱗，前足跗節特化癒合，彎曲如鳥喙。
前翅長17-23 mm，呈三角形，後翅近半圓形，臀角微突。翅背黑褐底，雄蝶前後翅具模糊橙紅斑，雌蝶則為鉛灰或白斑，斑塊分布更廣。翅腹銀白色，佈滿黑褐鱗，外緣排有黑褐小點。緣毛多為黑褐，部分白色；後翅外緣前段呈白色。雌蝶翅幅較寬，前翅尖端略尖，無毛筆器，前足跗節正常。

## 分布
本種為台灣特有種，分布於本島中低海拔地區常綠闊葉樹林，於北部罕見
。

## 生態習性
本種幼蟲以豆科疏花魚藤為食，取食新芽、幼葉或花苞，一年多世代，全年可見成蟲活動。

## 資料來源
1. ↑  徐堉峰，梁家源，黃智偉. . 行政院農業委員會林務局. 2020-04. ISBN 9789865440985.
2. 1 2  徐堉峰. . 台中市: 晨星出版社. 2013. ISBN 978-986-177-670-5.

## 外部連結
- 維基物種上的相關：臺灣銀灰蝶
- 維基物種上的相關：臺灣銀灰蝶